# Helmut Mörchen

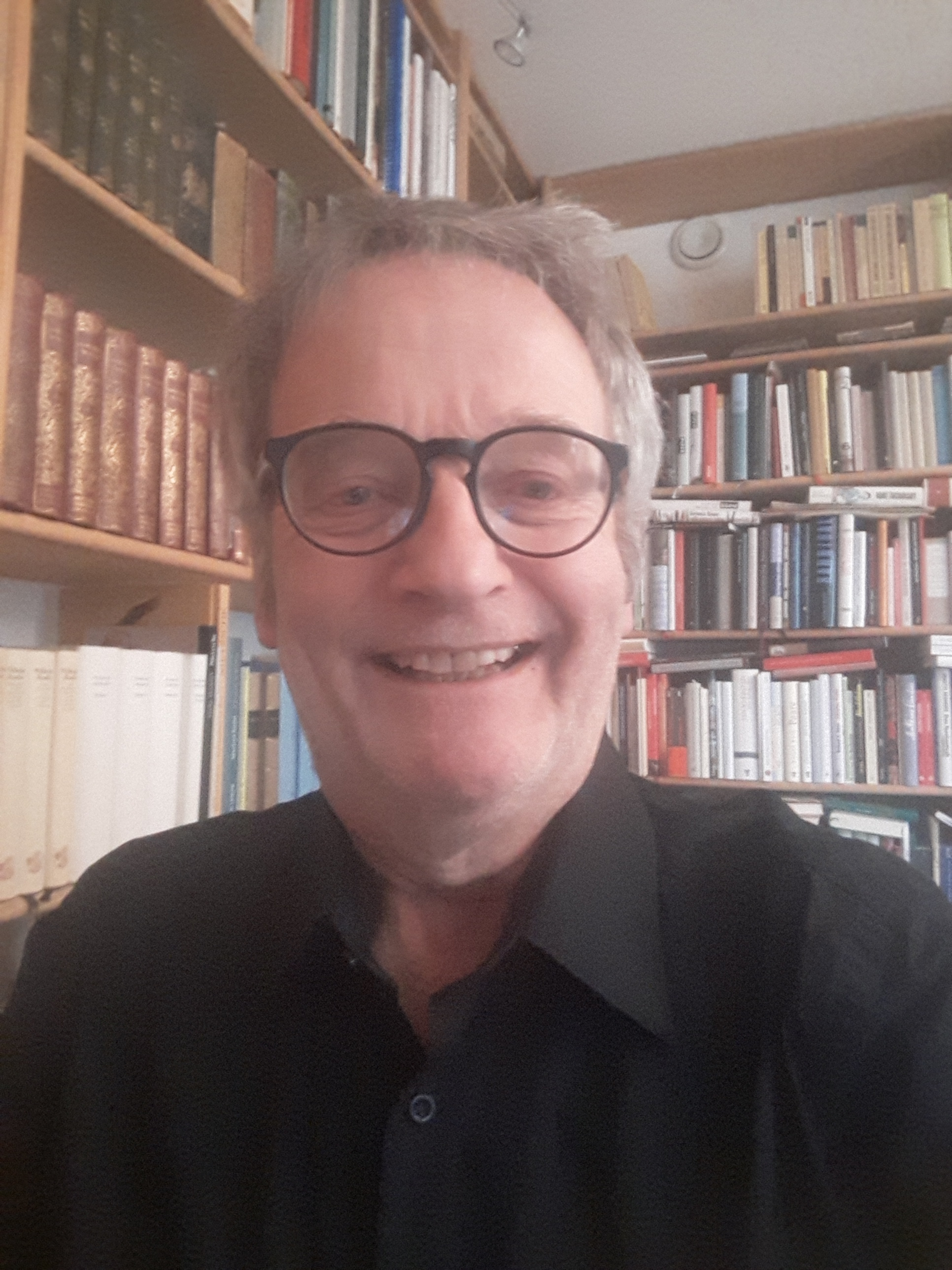
Helmut Mörchen (2021)

Helmut Mörchen (* 3. Mai 1945 in Neuwied) ist ein deutscher Literaturwissenschaftler und Publizist. Er lebt in Köln. Als Hochschullehrer lehrte er an den Universitäten in Aachen, Bonn, Düsseldorf, Köln und Siegen. Lange Jahre leitete er die Kurt-Schumacher-Akademie in Bad Münstereifel und war Begründer und Organisator der „Münstereifeler Literaturgespräche“ und der „Münstereifeler Autorentreffen“. Er schrieb für den Kölner Stadt-Anzeiger Rezensionen politischer Bücher und arbeitete als freier Mitarbeiter für den Büchermarkt des Deutschlandfunks.

## Leben
Helmut Mörchen ist Spross einer rheinischpreussischen Pfarrersdynastie. Bis zum Abitur 1964 lebte er in Neuwied. Das im gleichen Jahr in Bonn aufgenommene Studium der Germanistik unterbrach er als Stipendiat des Evangelischen Studienwerks Villigst für ein Werksemester in Haus Villigst in Schwerte. Den Bonner Schwerpunkt seines Studiums bildete die Altgermanistik Hugo Mosers. Nach dem Wechsel an die Universität des Saarlandes in Saarbrücken 1967 wandte er sich der Neugermanistik zu. Bei Helmut Kreuzer schrieb er dort, gefördert durch ein Promotionsstipendium des Evangelischen Studienwerks, eine Dissertation über die politische Essayistik und Publizistik der Weimarer Republik, festgemacht an so unterschiedlichen Autoren wie Heinrich Mann, Thomas Mann, Kurt Tucholsky und Ernst Jünger. Mörchens wichtigster philosophischer Lehrer in Saarbrücken war Karl-Otto Apel.
Nach der Promotion im Jahr 1972 wurde Mörchen Wissenschaftlicher Assistent an der Pädagogischen Hochschule in Bonn. Neben seiner Arbeit in der Lehrerausbildung habilitierte er sich mit einer komparatistischen Lesebuchanalyse zur Rezeption ins Deutsche übersetzter Literatur im Rahmen des Deutschunterrichts. Seine daneben anhaltende Beschäftigung mit Kurt Tucholsky mündete 1990 in der Wahl zum Vorsitzenden der Kurt Tucholsky-Gesellschaft. Schon 1985 hatte er, nach Ablauf der Assistentenzeit, den Wechsel von der Hochschullehrertätigkeit in die Erwachsenenbildung vollzogen.
Von 1985 bis 2010 leitete Mörchen die Kurt-Schumacher-Akademie der Friedrich-Ebert-Stiftung in Bad Münstereifel. Dort begründete er 1987 die öffentlichen Wochenendtagungen der „Münstereifeler Literaturgespräche“. Dabei trafen sich zu einem Thema Autorinnen und Autoren mit ihren Lesern, Kritikern und Verlegern, eine von den Schriftstellern geschätzte Gelegenheit, nicht nur selbst vorzutragen, sondern auch einmal zu hören, was andere zu ihrem Werk sagen. Daraus entwickelten Helmut Mörchen und Klaus Modick die seit 1992 jährlich in der zweiten Märzwoche stattfindenden nichtöffentlichen „Münstereifeler Autorentreffen“, bei denen noch nicht veröffentlichte Texte untereinander kollegial „lektoriert“ wurden.

## Monographien
- Schriftsteller in der Massengesellschaft. Zur politischen Essayistik und Publizistik Heinrich und Thomas Manns, Kurt Tucholskys und Ernst Jüngers während der zwanziger Jahre. Stuttgart 1973 (= Dissertation).
- Übersetzung im Lesebuch. Zur Lektüre ausländischer Literatur innerhalb des Deutschunterrichts. Heidelberg 1985 (= Habilitationsschrift, gedruckt mit Unterstützung der Deutschen Forschungsgemeinschaft).
- Verstrickungen. Versuche über Vergessenes und Verdrängtes. Weilerswist 2020.

## Editionen literarischer Texte (Auswahl)
- Ernst Glaeser: FAZIT. Ein Querschnitt durch die deutsche Publizistik (1929). Reprint mit einem Nachwort von Helmut Mörchen. Kronberg/Ts. 1977. Nachwort S. 317–339.
- Gottfried Keller: Kleider machen Leute. Klett Leseheft. Materialienteil und Lehrerheft. Stuttgart 1977.
- Erik Neutsch: Drei Tage unseres Lebens. Gerd Bieker: Wie der Kraftfahrer Karli Birnbaum seinen Chef erkannte. Klett Leseheft. Materialienteil und Lehrerheft. Stuttgart 1978.
- Stichwort Literatur. Beiträge zu den Münstereifeler Literaturgesprächen. Bad Münstereifel 1993.
- Weitere Aussicht wechselhaft. Münstereifeler Lesebuch. Bad Münstereifel 1996.
- Von Lust und Last literarischen Schreibens. Ein Blick in die Werkstatt deutscher Schriftsteller (Zus. mit Klaus Modick). Eichborn Verlag, Frankfurt 2001.

## Aufsätze, Vorträge, Essays
- Gebrauchstexte im Deutschunterricht. In: Wirkendes Wort 25 (1975). S. 342–358.
- Versuch einer Betrachtung des Godesberger Grundsatzprogramms der SPD aus literaturwissenschaftlicher Perspektive. In: Ludwig Fischer / Knut Hickethier / Karl Riha (Hrsg.): Gebrauchsliteratur. Stuttgart 1976. S. 269–283.
- Gegenaufklärung und Unterwerfung. Tendenzen der Essayistik im Dritten Reich. In: Horst Denkler / Karl Prümm (Hrsg.): Die deutsche Literatur im Dritten Reich. Stuttgart 1976. S. 224–239.
- Notizen zu Wolgast. Anmerkungen zur Rezeption von Das Elend unserer Jugendliteratur(1896). In: Maria Lypp(Hrsg.): Literatur für Kinder. Göttingen 1977. (LiLi Beiheft 7). S. 13–20.
- Anmerkungen zur Tucholsky-Forschung. In: Zeitschrift für deutsche Philologie 99 (1980). S. 298–305.
- Kurt Tucholsky als Theater- und Filmautor. In: Wirkendes Wort 31 (1981). S. 61–73.
- Nebensachen. Zu den Essays westdeutscher Autoren. In: Manfred Durzak (Hrsg.): Deutsche Gegenwartsliteratur. Stuttgart 1981. S. 359–373.
- Lernziel: Bücher lesen – Zielgruppe: Nicht-(mehr-)Leser. Zur Förderung des Lesens im Rahmen der Erwachsenenbildung. In: Sub tua platano. Festgabe für Alexander Beinlich. Emsdetten 1981. S. 316–325.
- Reportage und Dokumentarliteratur. In: Deutsche Literatur. Eine Sozialgeschichte. Band 9. Reinbek 1983. S. 180–188.
- Leseförderung als Aufgabe der Erwachsenenbildung. In: Aus Politik und Zeitgeschichte. B 40–41/83.
- Zur Darstellung zweier Lehrerschicksale in Romanen aus der DDR: Jurek Becker Schlaflose Tage und Günter Görlich Eine Anzeige in der Zeitung. In: Diskussion Deutsch. Heft 83 (1985). S. 264–274.
- Liebe, Politik, Emanzipation. Lily Brauns Memoiren einer Sozialistin als früher Beitrag zur deutschen Frauenliteratur. In: Erkundungen. Festschrift für Helmut Kreuzer. Göttingen 1987. S. 100–116.
- Anmerkungen zur Lektüre des Bebuquin anläßlich Carl Einsteins 100. Geburtstag. In: Carl-Einstein-Kolloquium 1986. Frankfurt/Main/Bern/New York/Paris 1988. S. 141–150.
- Literatur in der Erwachsenenbildung. In: Wozu noch Germanistik? Wissenschaft – Beruf – Kulturelle Praxis. Stuttgart 1989. S. 262–269.
- Reportage und Reflexion. Zu Hans Werner Richters Roman Die Geschlagenen und Alfred Anderschs Winterspelt. In: LiLi 19 (1989). S. 79–95.
- Zur Friedrich-Wolf-Rezeption in der Bundesrepublik nach 1945. In: Protokollband "Internationales wissenschaftliches Friedrich-Wolf-Symposion". Neuwied 1989/90. S. 286–290.
- Neujahrsgedichte Kurt Tucholskys als Beispiele deutscher Gelegenheitsdichtung. In: Tucholsky heute. Rückblick und Ausblick. München 1991. S. 195–210.
- Lust an Literatur. Reflexionen zur Leseförderung im Rahmen der Erwachsenenbildung. In: Jahrbuch der Deutschdidaktik 1991/92. Tübingen 1993. S. 98–108.
- Politik und Unterhaltung. Anmerkungen zu den Fassungen der Kolumbus-Komödie von Walter Hasenclever / Kurt Tucholsky und Jura Soyfer. In: Jura Soyfer, Europa, multikulturelle Existenz. St. Ingbert 1993. S. 66–74.

## Rezensionen
Helmut Mörchen hat neben seiner Rezensionstätigkeit für den Kölner Stadt-Anzeiger und den Deutschlandfunk seit 1976 mehr als 100 Besprechungen für das Referateorgan Germanistik vorgelegt.
| Personendaten    | Personendaten                                    |
| ---------------- | ------------------------------------------------ |
| NAME             | Mörchen, Helmut                                  |
| KURZBESCHREIBUNG | deutscher Literaturwissenschaftler und Publizist |
| GEBURTSDATUM     | 3. Mai 1945                                      |
| GEBURTSORT       | Neuwied                                          |